# Albert Stohr
Albert Stohr (ur. 13 listopada 1890 we Friedberg w Hesji, zm. 3 czerwca 1961 w Seligenstadt) – niemiecki duchowny katolicki, od 1935 biskup Moguncji.
Stohr w 1909 wstąpił do seminarium w Moguncji, 19 października 1913 został wyświęcony na kapłana w katedrze w Moguncji. Po śmierci biskupa Moguncji Ludwika Maria Hugo, 10 czerwca 1935 kapituła katedralna wybrała ks. Stohra jego następcą; nominacja papieża Piusa XI nastąpiła 17 lipca 1935. Stohr odebrał sakrę biskupią 24 sierpnia tegoż roku z rąk arcybiskupa Fryburga Conrada Gröbera.